# Senna chacoensis
Senna chacoensis är en ärtväxtart som först beskrevs av Lilia Dora Bravo, och fick sitt nu gällande namn av Howard Samuel Irwin och Rupert Charles Barneby. Senna chacoensis ingår i släktet sennor, och familjen ärtväxter. Inga underarter finns listade i Catalogue of Life.